# Verlag Dr. Dieter Winkler
Der Verlag Dr. Dieter Winkler ist ein deutscher Buchverlag mit Sitz in Bochum. Er wurde 1984 durch Dieter Winkler gegründet. Der Verlag ist spezialisiert auf Titel für Legastheniker (gehört zu den führenden Verlagen auf diesem Gebiet) und auf wissenschaftliche Werke. Die Schriften werden in deutscher, englischer und französischer Sprache veröffentlicht.
Es erscheinen u. a. die Reihen Herausforderungen – Historisch-politische Analysen (hrsg. durch Wolfgang Schmale), Das Achtzehnte Jahrhundert und Österreich – Jahrbuch der Österreichischen Gesellschaft zur Erforschung des Achtzehnten Jahrhunderts (hrsg. durch die Österreichische Gesellschaft zur Erforschung des 18. Jahrhunderts) und die Kleine Schriftenreihe zur Militär- und Marinegeschichte (hrsg. durch Jens Graul, Jörg Hillmann und Stephan Huck im Auftrag des Deutschen Marinemuseums und des Fördervereins des Wehrgeschichtlichen Ausbildungszentrums der Marineschule Mürwik).
Im Bereich Legasthenie werden Lese- und Rechtschreibförderungen, verschiedene Fördermaterialien (Denken, Wahrnehmen und Musikmalen) und Das Dortmunder Kommunikationstraining (hrsg. durch Horst Biermann und Peter Piasecki) verlegt. Der Verlag ist Mitglied in Vereinigungen wie Verband der Historiker und Historikerinnen Deutschlands, Mediävistenverband, Grundschulverband, Börsenverein des Deutschen Buchhandels usw.